# Риньяно-Фламинио
Риньяно-Фламинио (итал. Rignano Flaminio) — коммуна в Италии, располагается в регионе Лацио, подчиняется административному центру Рим.
Население составляет 6872 человека, плотность населения составляет 181 чел./км². Занимает площадь 38 км². Почтовый индекс — 068. Телефонный код — 0761.
Покровителями коммуны почитаются святой Викентий Сарагосский, празднование 22 января, и святой Анастасий Персиянин.